# 亨利·貝特洛
亨利·馬蒂亞斯·貝特洛（法語：Henri Mathias Berthelot；1861年12月7日—1931年1月29日），是一位法國陸軍將領，在第一次世界大戰後期西線戰場擔任要職，負責指揮第五軍團。